# آک بارس آئرو
آک بارس آئرو (به انگلیسی: Ak Bars Aero) یک شرکت هواپیمایی با کد یاتا 2B است که در تاریخ ۱۰ ژوئیه ۱۹۵۳ میلادی تأسیس شده و در تاریخ ۲۰۱۰ فعالیتش را آغاز کرده‌است. دفتر مرکزی آک بارس آئرو در بوگولما، روسیه واقع شده‌است و قطب این شرکت هواپیمایی در فرودگاه بوگولما قرار دارد و به ۱۰ مقصد، پرواز انجام می‌دهد.

## مقصدهای پروازی

### بین‌المللی
جمهوری آذربایجان
- باکو - فرودگاه بین‌المللی حیدر علی‌اف[۱]

### داخلی
استان آستراخان
- آستراخان - فرودگاه آستراخان

 باشقیرستان
- اوفا - فرودگاه بین‌المللی اوفا

 استان بیلگاراد
- بلگورود - فرودگاه بلگورود

 چواشستان
- چاباق‌سر - فرودگاه چبوکساری

 استان چلیابینسک
- چلیابینسک - فرودگاه چلیابینسک
- ماگنیتوگورسک - فرودگاه ماگنیتوگورسک

 جمهوری خودمختار کریمه
- سیمفروپول - فرودگاه بین‌المللی سیمفروپول

 سرزمین کراسنودار
- سوچی - فرودگاه بین‌المللی سوچی

 استان کالینینگراد
- کالینینگراد - فرودگاه خرابوروفو

 استان کیروف
- کیروف - فرودگاه کیروف پوبدیلوف

 استان کورسک
- کورسک - خالینو[۲]

 ماری ال
- یوشکار اولاً - فرودگاه یوشکار اولاً

 موردوویا
- سارانسک - فرودگاه سارانسک

 مسکو /  استان مسکو
- مسکو - فرودگاه بین‌المللی دوموده‌دوو (قطب دوم)

 استان نیژنی نووگورود
- نیژنی نووگورود - فرودگاه استریگینو[۳]

 استان نووسیبیرسک
- نووسیبیرسک - فرودگاه تولمچوا

 استان پنزا
- پنزا - فرودگاه پنزا

 سرزمین پرم
- پرم - فرودگاه بولشویه ساوینو

 استان روستوف
- روستوف-نا-دونو - فرودگاه روستوف-نا-دونو[۴]

 استان سامارا
- سامارا (روسیه) - فرودگاه بین‌المللی کورومچ[۵]

 استان ساراتوف
- ساراتوف - فرودگاه سرتو تسنترلنی

 سن پترزبورگ /  استان لنینگراد
- سن پترزبورگ - فرودگاه پالکوو

 سرزمین استاوروپول
- مینرالنیه وودی - فرودگاه مینرالنیه وودی

 استان سوردلوفسک
- یکاترینبورگ - فرودگاه کولتسوو

 تاتارستان
- بوگولما - فرودگاه بوگولما (قطب)
- قازان - فرودگاه بین‌المللی قازان (قطب)
- نیژنکامسک / نابرژنیه چلنی - فرودگاه بگیشفو

 استان تیومن
- ناحیه خودگردان خانتی-مانسی
  - نیژنوارتوفسک - فرودگاه نیژنوارتوفسک

 یامالو-ننتس
  - نووی اورنگوی - فرودگاه نووی اورنگوی

 استان اولیانوفسک
- اولیانوفسک - فرودگاه اولیانووسک باراتایوکا